# Ангелы Вселенной
«Ангелы Вселенной» (исл. Englar alheimsins) — фильм исландского режиссёра Фридрика Тоур Фридрихссона, вышедший на экраны в 2000 году. Он основан на романе Эйнара Маура Гвюдмюндссона, который, вероятно, является частично биографическим, так как судьба её главного героя повторяет судьбу брата писателя.

## Сюжет
Главный герой фильма — исландец Паудль (Páll), считающий себя талантливым писателем, художником и музыкантом. Он знакомится с Дагни, девушкой из очень состоятельной семьи. Друг Паудля предупреждает его, что встречаясь с мужчиной из более низкого социального класса, Дагни лишь пытается изобразить из себя бунтарку. Так и выходит: наткнувшись на серьёзное неодобрение своей семьи, девушка перестаёт отвечать Паудлю взаимностью. После разрыва отношений странности, которые и раньше были в поведении и характере Паудля, а также его склонность к отождествлению себя со знаменитыми людьми и чувство превосходства над окружающими начинают прогрессировать. Он попадает в психбольницу с диагнозом шизофрения. Большинство персонала клиники относится к Паудлю с пониманием, он завязывает дружеские отношения с некоторыми пациентами. Несмотря на это, его заболевание приводит к трагическому итогу…

## В ролях
| Актёр                          | Роль        |
| ------------------------------ | ----------- |
| Ингвар Эггерт Сигурдссон       | Паудль      |
| Балтазар Кормакур              | Оли         |
| Хилмир Снаэр Гуднасон          | Петер       |
| Бьёрн Ёрундюр Фридбьёрнссон    | Виктор      |
| Халлдоура Геирхардсдоуттир     | Дагни       |
| Теоудоур Юлиуссон              | отец Паудля |
| Маргрет Хельга Йоуханнсдоуттир | мать Паудля |

## Саундтрек
- «Sigur Rós» — «Dánarfregnir og jarðarfarir», «Bíum Bíum Bambaló»
- «The Animals» — «Don't Let Me Be Misunderstood»
- Артур Браун — «I Put a Spell on You»
- Хильмар Эдн Хильмарссон — «Cold Fever»[3].

## Награды и номинации
В 2000 году фильм «Ангелы Вселенной» получил национальную кинопремию «Эдда» за лучший фильм, а актёры, снимавшиеся в нём победили в номинациях «Лучший актёр», «Лучший актёр второго плана» и «Лучшая актриса второго плана». В этом же году Ингвар Эггерт Сигурдссон получил приз зрительских симпатий на кинофестивале «European Film Awards» и «Серебряного дельфина» как лучший актёр на «Festroia International Film Festival». Через год, в 2001 году фильм «Ангелы Вселенной» удостоился премии «Prism» на кинофестивале, проходящем в калифорнийском городе Санта-Барбара.